# Are (Estonia)
Are è un comune rurale dell'Estonia meridionale, nella contea di Pärnumaa. Il centro amministrativo è l'omonimo borgo (in estone alevik).

## Località
Oltre al capoluogo, il comune comprende 11 località (in estone küla):
Eavere, Elbu, Kurena, Lepplaane, Murru, Niidu, Parisselja, Pärivere, Suigu, Tabria, Võlla.